# Corynascidia suhmi
Corynascidia suhmi är en sjöpungsart som beskrevs av William Abbott Herdman 1882. Corynascidia suhmi ingår i släktet Corynascidia och familjen högermagade sjöpungar. Inga underarter finns listade i Catalogue of Life.